# Federal Reserve Bank Building
Federal Reserve Bank Building je mrakodrap v Bostonu. Stojí v ulici Atlantic Avenue. Má 32 podlaží a výšku 187 metrů, je tak 3. nejvyšší mrakodrap ve městě. Byl dokončen v roce 1976 podle projektu firmy The Stubbins Associates, Inc.